# Superliga 2014-2015 (Slovacchia)
La Superliga 2014-2015 (chiamata anche Corgoň Liga per motivi di sponsorizzazione) è stata la ventiduesima edizione del campionato slovacco di calcio. La stagione è iniziata l'11 luglio 2014 ed è terminata il 30 maggio 2015.

## Novità
Il Nitra è stato retrocesso dopo essersi classificato all'ultimo posto nella stagione 2013-2014. Torna nella seconda divisione slovacca per la quarta volta da quando il torneo è stato istituito e non retrocedeva nella seconda categoria del calcio slovacco dal 2005. Al suo posto è stato promosso il Podbrezová, vincitore della seconda divisione.

## Regolamento
Le 12 squadre si affrontano in gironi di andata-ritorno-andata, per un totale di 33 giornate.

La squadra campione di Slovacchia si qualificherà per il secondo turno di qualificazione della UEFA Champions League 2014-2015.

La seconda e la terza classificata si qualificheranno per il primo turno della UEFA Europa League 2014-2015.

L'ultima classificata retrocederà direttamente in 1. Slovenská Futbalová Liga.

## Squadre partecipanti
| Club                | Città           | Stadio                     | Posizione 2013-2014                     |
| ------------------- | --------------- | -------------------------- | --------------------------------------- |
| AS Trenčín          | Trenčín         | Štadión na Sihoti          | 2º posto                                |
| DAC Dunajská Streda | Dunajská Streda | DAC Štadión                | 11º posto                               |
| Dukla B.B.          | Banská Bystrica | Stadio SNP                 | 8º posto                                |
| VSS Košice          | Košice          | Stadio Lokomotíva          | 5º posto                                |
| Podbrezová          | Podbrezová      | Štadión MŠK Brezno         | 1º posto in 1. Slovenská Futbalová Liga |
| Ružomberok          | Ružomberok      | Štadión MFK Ružomberok     | 4º posto                                |
| Senica              | Senica          | Štadión FK Senica          | 6º posto                                |
| Slovan Bratislava   | Bratislava      | Stadio Pasienky            | Campione di Slovacchia                  |
| Spartak Myjava      | Myjava          | Futbalový Štadión Myjava   | 7º posto                                |
| Spartak Trnava      | Trnava          | Stadio Antona Malatinského | 3º posto                                |
| ViOn Z.M.           | Zlaté Moravce   | Štadión FC ViOn            | 10º posto                               |
| Žilina              | Žilina          | Štadión pod Dubňom         | 9º posto                                |

## Classifica
|                       | Pos. | Squadra             | Pt | G  | V  | N  | P  | GF | GS | DR  |
| --------------------- | ---- | ------------------- | -- | -- | -- | -- | -- | -- | -- | --- |
| Slovacchia (bandiera) | 1.   | AS Trenčín          | 74 | 33 | 23 | 5  | 5  | 67 | 28 | +39 |
|                       | 2.   | Žilina              | 69 | 33 | 20 | 9  | 4  | 68 | 25 | +43 |
|                       | 3.   | Slovan Bratislava   | 57 | 33 | 18 | 3  | 12 | 49 | 42 | +7  |
| [ 1 ]                 | 4.   | Spartak Trnava      | 56 | 33 | 16 | 8  | 9  | 53 | 31 | +22 |
|                       | 5.   | Senica              | 47 | 33 | 12 | 11 | 10 | 52 | 50 | +2  |
|                       | 6.   | VSS Košice          | 41 | 33 | 11 | 8  | 14 | 43 | 48 | -5  |
|                       | 7.   | Ružomberok          | 40 | 33 | 10 | 10 | 13 | 41 | 45 | -4  |
|                       | 8.   | DAC Dunajská Streda | 39 | 33 | 9  | 12 | 12 | 32 | 44 | -12 |
|                       | 9.   | Spartak Myjava      | 39 | 33 | 11 | 6  | 16 | 38 | 53 | -15 |
|                       | 10.  | ViOn Z.M.           | 32 | 33 | 8  | 8  | 17 | 27 | 54 | -27 |
|                       | 11.  | Podbrezová          | 29 | 33 | 7  | 8  | 18 | 32 | 54 | -22 |
|                       | 12.  | Dukla B.B.*         | 19 | 33 | 4  | 10 | 19 | 29 | 57 | -28 |

Legenda:

      Campione di Slovacchia e ammessa alla UEFA Champions League 2015-2016

      Ammesse alla UEFA Europa League 2015-2016

      Retrocesse in 2. Slovenská Futbalová Liga 2015-2016

- B. Bystrica: -3 Punti (Decisione della federazione)

## Statistiche

### Classifica marcatori
| Gol |  |  | Giocatore        | Squadra           |
| --- |  |  | ---------------- | ----------------- |
| 19  |  |  | Jan Kalabiška    | Senica            |
| 19  |  |  | Matej Jelić      | Žilina            |
| 13  |  |  | Jaroslav Mihalík | Žilina            |
| 11  |  |  | Erik Sabo        | Spartak Trnava    |
| 11  |  |  | Ján Vlasko       | Spartak Trnava    |
| 11  |  |  | Štefan Pekár     | Spartak Myjava    |
| 10  |  |  | Nermin Haskić    | VSS Košice        |
| 10  |  |  | Lukáš Čmelík     | Žilina            |
| 10  |  |  | Adam Zreľák      | Slovan Bratislava |
| 10  |  |  | Martin Mikovič   | Spartak Trnava    |

### Squadre

#### Capoliste solitarie
- Dalla 3ª alla 16ª giornata:  AS Trenčín
- Dalla 19ª alla 21ª giornata:  Žilina
- Dalla 23ª alla 33ª giornata:  AS Trenčín

## Verdetti
- Campione di Slovacchia:  AS Trenčín
- In UEFA Champions League 2015-2016:  AS Trenčín
- In UEFA Europa League 2015-2016:  Žilina -  Slovan Bratislava -  Spartak Trnava
- In 1. Slovenská Futbalová Liga:  Dukla B.B.